# Calul alb (film)
Calul alb (titlul original: în spaniolă El caballo blanco) este un film dramatic hispano-mexican, realizat în 1962 de regizorul Rafael Baledón, protagoniști fiind actorii Joselito, Antonio Aguilar, Sara García și Luz María Aguilar. 

## Rezumat
La sfârșitul secolului al XIX-lea, părinții lui Joselito au murit, așa că băiatul este trimis la bunica lui în Mexic. În drum spre satul în care ea locuiește, poștalionul în care călătorește Joselito este atacată într-o ambuscadă de bandiți. După o evadare reușită, Joselito rătăcește și îl întâlnește pe fermierul Antonio, cu care rămâne și cu care se împrietenește. Primește lecții de călărie și cadou un cal alb pe care este însoțit de Antonio la Ocatlan unde löocuiește bunica lui.
Deoarece bunica are foarte mulț aur, Joselito este răpit de bandiți care speră într-o răscumpărare. Când șeful bandei este recunoscut de Joselito drept cel care a condus atacul poștalionului, acesta încearcă să-l omoare pe băiat. Este salvat de Antonio, dar calul său alb suferă răni mortale. Apoi se întorc la bunica lui Joselito iar Antonio se căsătorește cu profesoara lui Joselito, Julieta, iar băiatul este adoptat de ei.

## Distribuție
- Joselito – Joselito
- Antonio Aguilar – Antonio Cueto
- David Reynoso –
- Florencio Castelló – Felix
- Eleazar García –
- Emilio Garibay –
- Rafael Banquells jr. –
- Carlos Suárez –
- Armando Acosta –
- Chelelo – un bătrân
- José Pardavé – al doilea bătrân
- José Pardavé –
- Rubén Márquez –
- Sara García – Doña Refugio (bunica)
- Luz María Aguilar – Julieta Aranda
- „El Rebelde” – calul

## Melodii din film
- El emigrante – textul Niño Ricardo (as M.S. Serrapi), muzica Juanito Valderrama, interpretată de Joselito
- La mancormadora – textul și muzica Manuel Esquivel, interpretată de Antonio Aguilar
- Ay, Ay, Ay, Ay – textul Rubén Fuentes, muzica Pedro de Urdimalas, interpretată de Antonio Aguilar
- Malagueña Salerosa – textul Elpidio Ramírez, muzica Pedro Galindo, interpretată de Joselito și Antonio Aguilar
- El corrido del caballo blanco – textul și muzica José Alfredo Jiménez, interpretată de Antonio Aguilar
- El pastor – textul și muzica Cuates Castilla, interpretată de Joselito
- Guadalajara – textul și muzica Pepe Guízar, interpretată de Antonio Aguilar
- Princesita – muzica José Padilla, interpretată de Joselito
- Lucerito – textul Manuel Gordillo, muzica L.S.F. Olea, interpretată de Joselito